# Rosi Wolfstein
Rosi Wolfstein (después de 1948, Rosi Frölich; Imperio Alemán, 27 de mayo de 1888 - República Federal de Alemania, 11 de diciembre de 1987) fue una política de izquierda alemana.

## Biografía y actividad política e intelectual
Hija de un comerciante de origen judío. Estudió en el liceo de Witten y siguió estudios para trabajadora dependiente. En 1908 ingresó al Partido Socialdemócrata de Alemania (SPD). En 1910 conoció a Rosa Luxemburgo, con quien la unió una profunda amistad. Fueron compañeras en la escuela del SPD en Berlín. En 1916 participó en la conferencia clandestina de la juventud, en Jena. Durante la Revolución de Noviembre, en 1918, fue elegida como consejera de los trabajadores y soldados en Düsseldorf. En 1919 fue cofundadora del Partido Comunista de Alemania (KPD). En 1920 participó en el Segundo Congreso de la Internacional Comunista, en Moscú. 
Luego del asesinato de su amiga y mentora, Rosa Luxemburgo, ella heredó sus obras y se dedicó a organizar el archivo Rosa Luxemburgo. Durante los años treinta, Wolfstein trabajó junto a su pareja Paul Frölich, en una biografía de Luxemburgo.
Tras la Segunda Guerra Mundial, Wolfstein y Frölich (con quien se casó en 1948), se instalaron en Alemania Occidental. Desilusionada con la Unión Soviética, se volvió a afiliar al Partido Socialdemócrata. Ella permaneció en el ala izquierda del partido, abogando por una "tercera vía" entre el Comunismo y el Capitalismo.
Tras la muerte de Paul Frölich, Wolfstein se ocupó de su biblioteca y de la publicación de algunos de sus libros. 
Wolfstein falleció en Fráncfort, poco antes de su cumpleaños número 100.  En su funeral, Holger Börner, ministro-presidente de Hessen, la llamó la "segunda Rosa Luxemburgo", destacando que ella "siempre se comprometió, con corazón y entendimiento, en causas sociales".